# Messaline
Messaline è un cortometraggio muto del 1910 diretto da Henri Andréani.

## Produzione
Il film fu prodotto dalla Pathé Frères.

## Distribuzione
Venne distribuito dalla Pathé Frères.